# Saint-Pierre-d’Aurillac
Saint-Pierre-d’Aurillac – miejscowość i gmina we Francji, w regionie Nowa Akwitania, w departamencie Żyronda.
Według danych na rok 1990 gminę zamieszkiwało 1249 osób, a gęstość zaludnienia wynosiła 192 osób/km² (wśród 2290 gmin Akwitanii Saint-Pierre-d’Aurillac plasuje się na 348. miejscu pod względem liczby ludności, natomiast pod względem powierzchni na miejscu 1318.).